# Tullio Scanferlini
Tullio Giovanni Scanferlini (Mirano, 6 marzo 1911 – Mirano, 11 novembre 1990) è stato un calciatore italiano, di ruolo centrocampista.

## Carriera
Inizia la carriera nel Dolo, con cui gioca per una stagione in Prima Divisione e per una stagione in Seconda Divisione (rispettivamente la terza e la quarta serie italiana dell'epoca), venendo poi acquistato dal Milan, con cui nella stagione 1933-1934 gioca 2 partite in Serie A, debuttando nella massima serie il 18 febbraio 1934 nella partita Milan-Genoa (1-0).
L'anno seguente passa alla Cremonese, con cui gioca 18 partite in Serie B.
Rientra poi al Milan, con cui nella stagione 1935-1936 non scende mai in campo in gare ufficiali.
Infine torna nuovamente alla Cremonese, dove gioca altri due anni in Serie B (32 presenze) e tre anni in Serie C (24 presenze e 2 gol).